# Heureux qui comme Ulysse (film)
Pour les articles homonymes, voir Heureux qui comme Ulysse (homonymie).
Pour plus de détails, voir Fiche technique et Distribution.
Heureux qui comme Ulysse est un film français réalisé par Henri Colpi, sorti en 1970.

## Synopsis
Antonin est un ouvrier de ferme dans un petit village de Provence. Un jour, son patron lui demande de conduire Ulysse, un cheval de travail âgé de 28 ans, en Arles pour le remettre à un picador qui l'utilisera dans les corridas.
Antonin aimerait racheter son vieux compagnon pour le sauver d'une mort terrible, mais il n'a pas l'argent nécessaire. Alors il décide de conduire Ulysse en Camargue pour qu'il y finisse sa vie paisiblement. Mais pendant le voyage, une rencontre imprévue l'en empêche.
Finalement arrivé aux arènes, Antonin y est témoin de la dure réalité des corridas : un cheval se fait encorner. Ne pouvant se résoudre à laisser Ulysse mourir de la sorte, Antonin le reprend et se sauve en Camargue pour rendre la liberté à son vieux compagnon.

## Fiche technique
- Titre original : Heureux qui comme Ulysse
- Réalisation : Henri Colpi
- D'après le roman de Marlena Frick, The Homecoming (1964)
- Adaptation et scénario : Henri Colpi et André Var
- Dialogues : André Var
- Assistants réalisateur : Claude Grinberg et Jean-François Millier
- Directeur de la photographie : Roger Fellous
- Opérateur : Adolphe Charlet, assisté de Max Dulac
- Montage : Jasmine Chasney, assistée de Christine Lecouvette
- Régisseur général : Jean-Jacques Lecot
- Régisseurs adjoints : Henri Froger et Georges Poinsignon
- Décorateur : Robert Luchaire
- Maquilleuse : Yvonne Gasperina
- Habilleuses : Tina Banquarel et Simone Lecot-Perrier
- Scripte : Suzanne Ohanessian
- Photographe de plateau : Georges Pierre
- Conseiller équestre : Paul Jeanjean
- Ingénieur du son : Guy Villette
- Perchman : Henri Morelle
- Musique originale : Georges Delerue
- Chanson : Heureux qui comme Ulysse, paroles d'Henri Colpi et musique de Georges Delerue, interprétée par Georges Brassens
- Directeurs de production : Jacques Bar et Jean Lefait
- Producteur délégué : Raymond Froment
- Secrétaire de production : Paule Hauguel
- Sociétés de production : Cité Films, Gafer, Terra Film (France)
- Société de distribution : Prodis (France)
- Pays de production :  France
- Année de production : 1969
- Langue : français
- Format : pellicule 35 mm - 1,65:1 - couleur (Eastmancolor) - son mono
- Tirage : Laboratoires Éclair (Paris)
- Trucages et générique : CTR
- Genre : comédie dramatique
- Durée : 88 minutes
- Dates de sortie : 3 janvier 1970 (Marseille) - 8 juillet 1970 (Paris)
- Classifications CNC : tous publics, art et essai
- Visa d'exploitation : n° 35.793, délivré le 19 janvier 1970
- Box office France : 980.682 entrées (41e film de l'année)

## Distribution

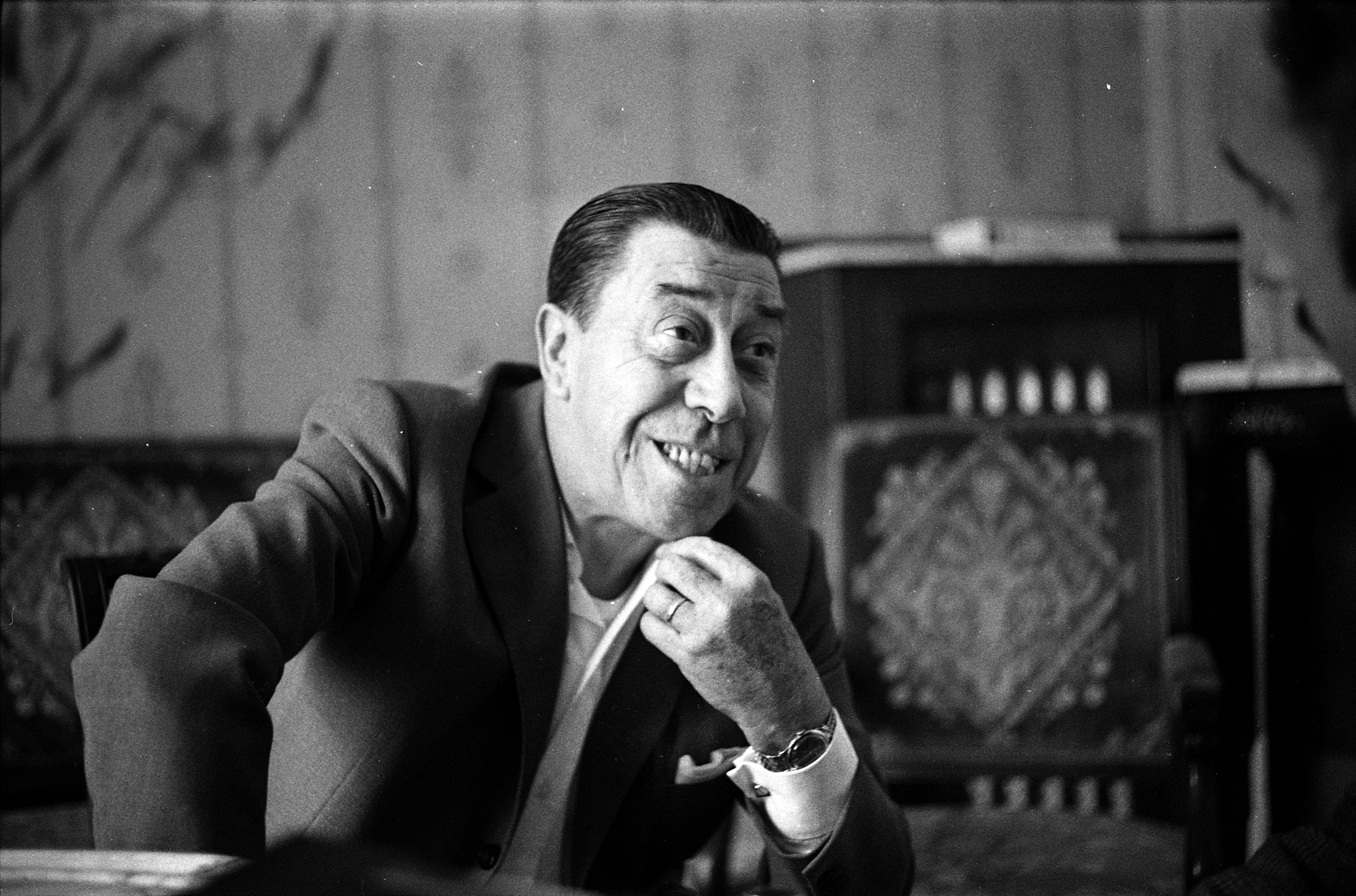
L’acteur Fernandel, en 1970.

- Fernandel : Antonin, ouvrier de ferme
- Rellys : Marcellin, ami d'Antonin
- Évelyn Séléna : Ginette, la fille de Marcellin
- Mireille Audibert : Juliette, la jeune fille
- Jean Sagols : Hector, le mécanicien amoureux de Juliette
- Max Amyl : Pascal, le fermier
- Gilberte Rivet : la femme de Pascal
- Edmond Ardisson : le joueur de boules à Cavaillon
- Lucien Barjon : Firmin, le maréchal-ferrant
- Hélène Tossy : Mathilde, la femme de Firmin
- Armand Meffre : Maurice, un bistrotier
- Marcel Charvey : Léon, un bistrotier
- Eugène Yvernes : le facteur
- Pierre Mirat : l'automobiliste à la vieille voiture
- Werner Schwier : l’automobiliste anglais
- Gérard Croce : le garçon de café à Cavaillon
- Pierre Agil : un joueur de boules à Cavaillon
- Henri Tisot : le gendarme au carrefour de Plan-d'Orgon
- Jean Franval : Petit-Jean, le picador
- Guy Verda : Alphonse, le manadier, fils de Petit-Jean
- Marc-Antoine Romero : le toréador
- Alex Kinoo : le gardien aux arènes
- Ginette Tacchella : la conductrice de la décapotable (non créditée)

## Autour du film

### Tournage
Période des prises de vue : été 1969.
Film essentiellement tourné en décors naturels et majoritairement en extérieurs, dans le Vaucluse et les Bouches-du-Rhône.
Extérieurs (dans l'ordre du film) : Roussillon (village du départ), Cavaillon (place aux arcs romains), Plan-d'Orgon (scènes avec le gendarme au carrefour), Saint-Rémy-de-Provence (scène devant l'Arc de triomphe de Glanum), Les Baux-de-Provence (scènes avec Marcellin et à la carrière), Fontvieille (scènes au cimetière et devant le moulin de Daudet), Abbaye de Montmajour (sur la route entre Fontvieille et Arles), Vieille-Crau de galets d'Arles, Salin-de-Giraud (scènes au bac de Barcarin), Arles (scènes aux arènes), Camargue.

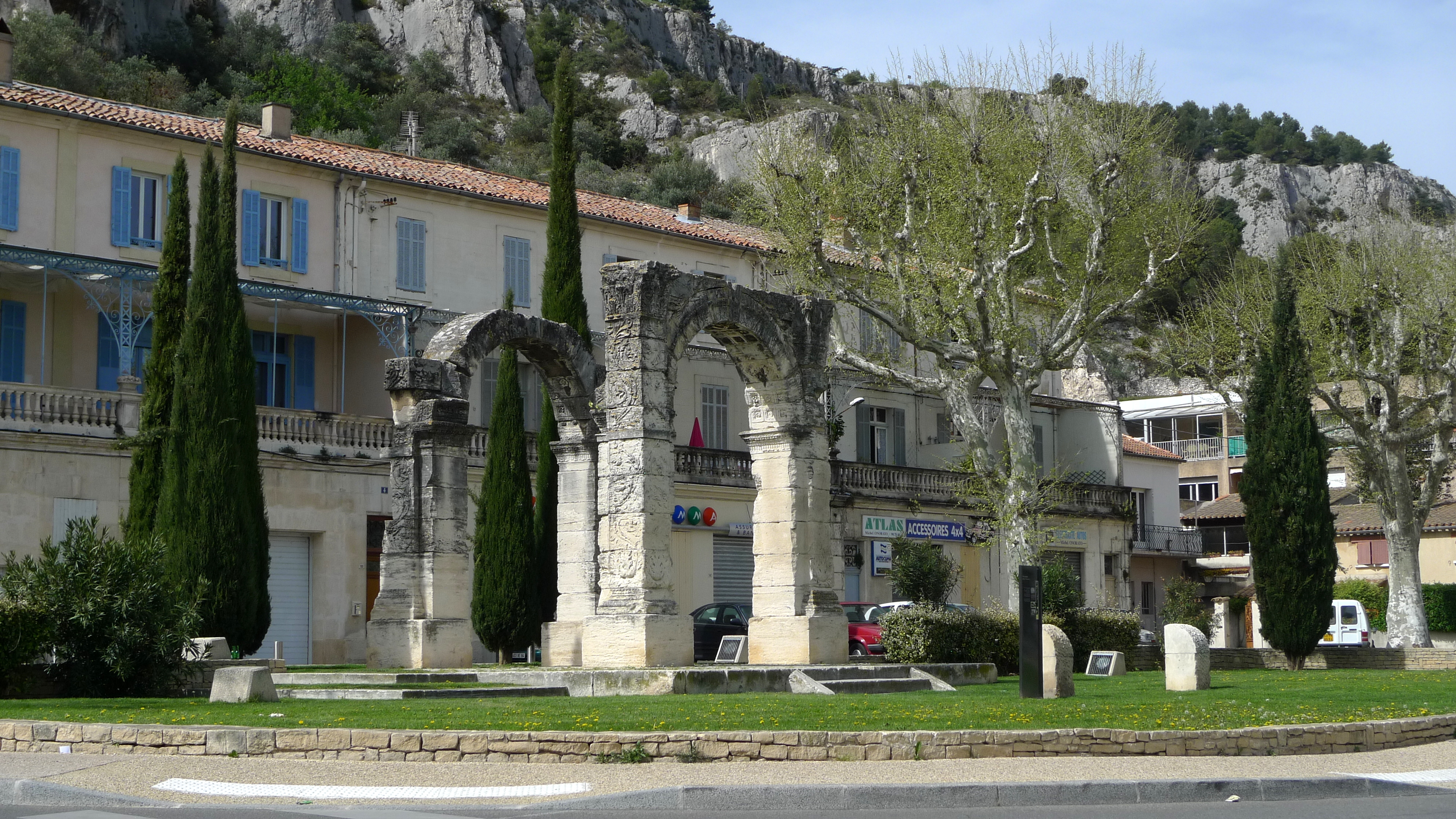
Les arcs romains de Cavaillon.
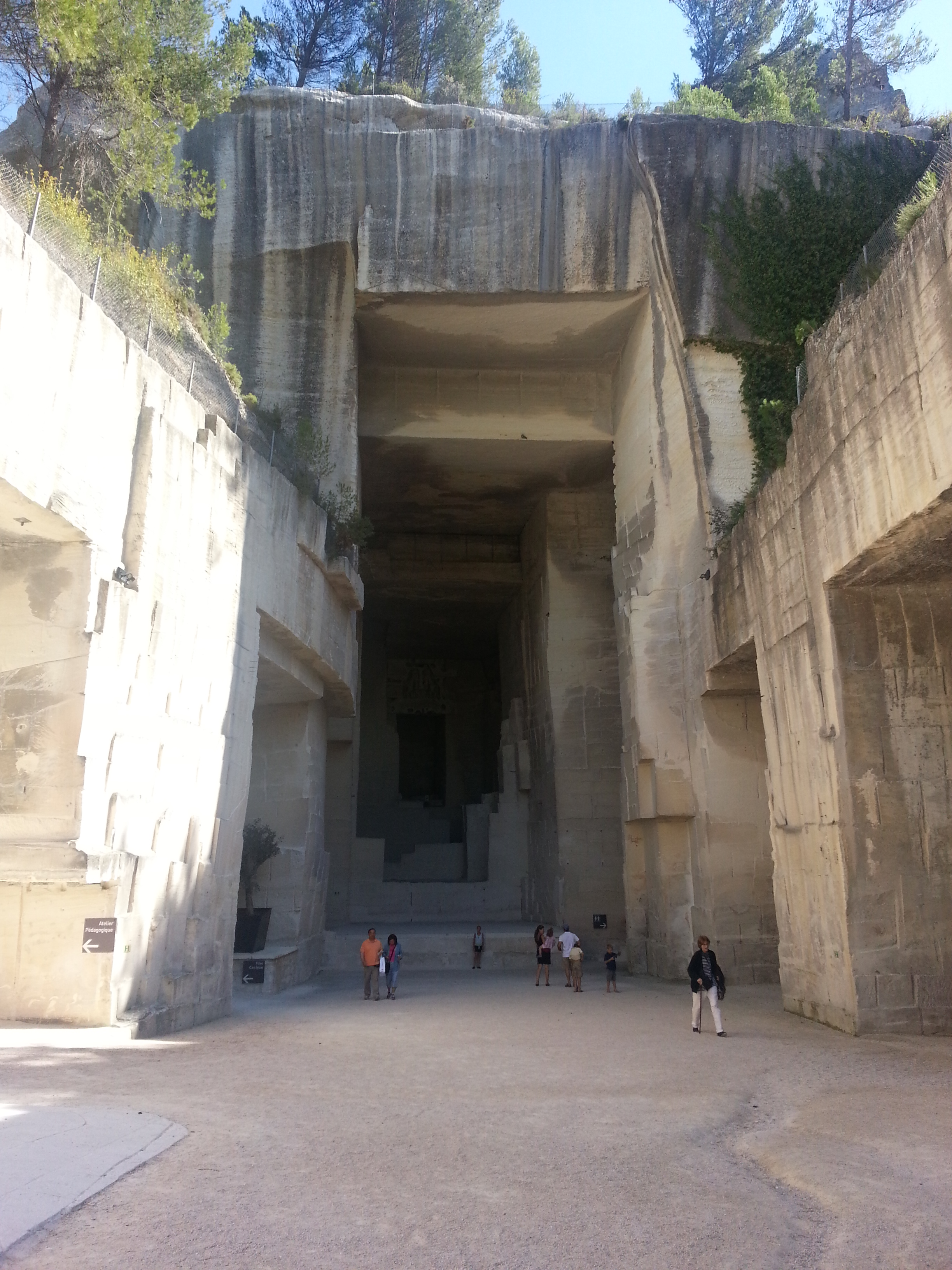
Carrière des Baux de Provence.
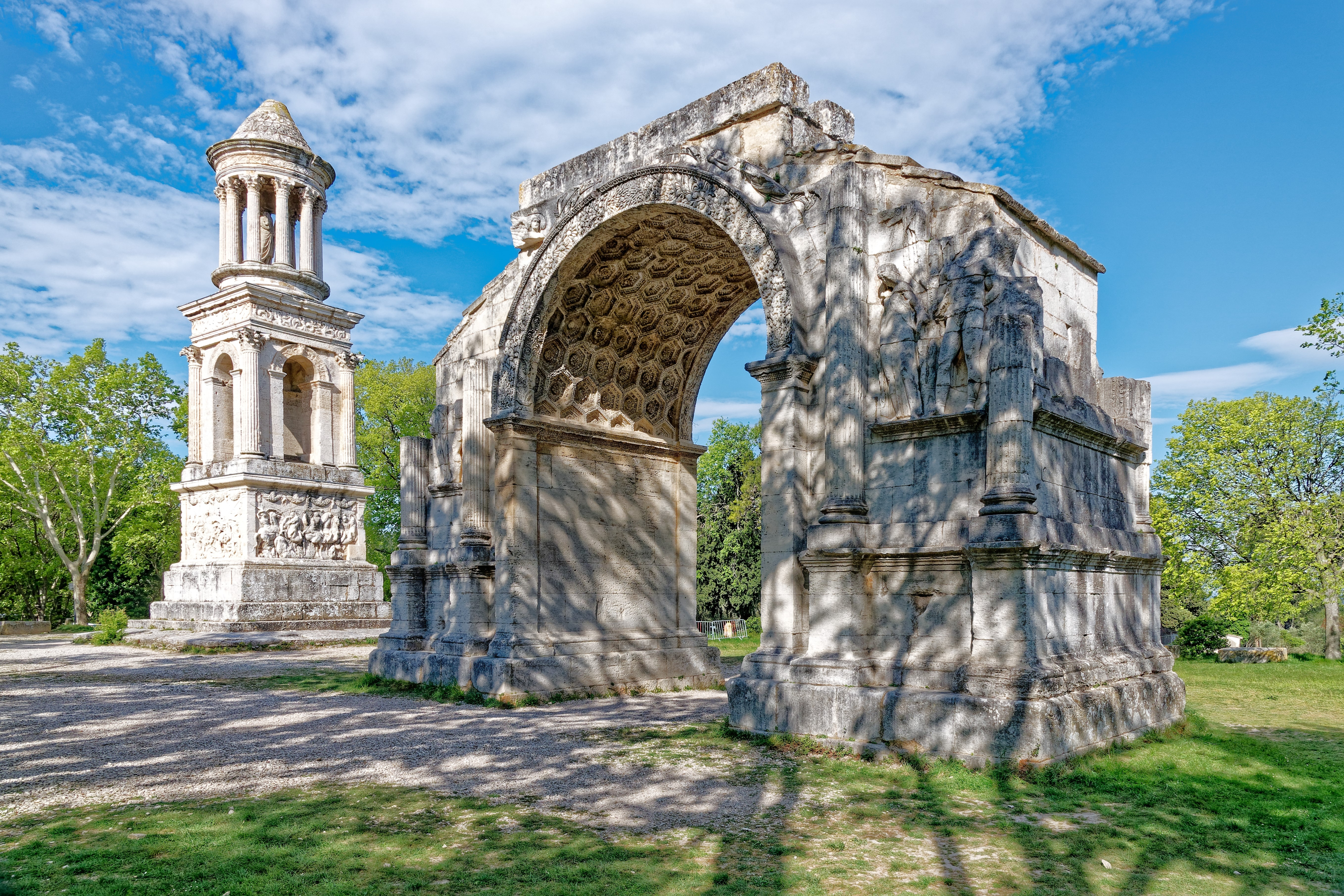
L'Arc de triomphe de Glanum.

### Thème et contexte
Sur des paroles écrites par Colpi, Georges Brassens interprète la chanson thème du film : le sujet abordé (le sauvetage d'un vieux cheval) n'y est pas étranger, le chanteur étant connu pour son amour des animaux.
Dernier long métrage de Fernandel en tant qu'acteur, le film dont le tournage fut heureux met en scène une vieille amitié entre un ouvrier de ferme et un cheval nommé Ulysse, sur fond de cheminement vers la Camargue.
Malheureusement, sorti pendant l'été, la distribution se fit mal, et même s'il avait presque atteint 1 million de spectateurs, le film fut un échec financier, en dépit de la popularité de Fernandel.
Il avait pourtant reçu de très bonnes critiques : ainsi, Samuel Lachize dit dans L'Humanité Dimanche que : « Heureux qui comme Ulysse est peut-être l'un des meilleurs films de Fernandel, justement parce qu'il n'est pas une œuvre qui s'intègre dans la ligne imposée des "fernandel" (avec un petit f), mais au contraire l'accord parfait entre un metteur en scène, un paysage et un acteur. ».
Et Jacques Siclier dit dans Télérama que : « Cela n'a rien à voir avec les aventures tragi-comiques du même Fernandel dans La Vache et le Prisonnier, d'Henri Verneuil. L'air de Provence ferait plutôt penser à un conte cinématographique de Marcel Pagnol ; et, dans l'odyssée de l'homme et du cheval à travers le Luberon, les Alpilles, la Crau et la Camargue, ce sont la vie et la liberté du cheval qui doivent être préservées. Henri Colpi a réalisé cela avec délicatesse, tendresse et humour. On est touché par la vérité des personnages et des paysages, par l'amitié d'Antonin avec l'animal. Une œuvre chaleureuse qui exalte l'humanisme et la nature ».